# Ne vale la pena?
Ne vale la pena è un EP del cantautore Bugo pubblicato nel 2002. È stato anche realizzato un video per la title track Ne vale la pena.

## Tracce
1. Ne vale la pena?
2. Le ragazze belle
3. Il mio 4 trks
4. Alfa Rodeo
5. Portafoglio
6. Camomilla (Fantastica oh!)